# سباستین است
سباستین است (انگلیسی: Sebastián Aset؛ زادهٔ ۲۵ آوریل ۱۹۷۹) بازیکن فوتبال اهل آرژانتین است.